# 호찌민 루트
호찌민 트레일(영어: Ho Chi Minh trail, 베트남어: Đường mòn Hồ Chí Minh) 또는 호찌민 루트는 라오스 및 캄보디아를 통과하는 북베트남과 남베트남을 이어주는 병참 도로와 오솔길의 복합망이다. 이 루트는 베트남 전쟁 기간 동안 베트콩과 베트남 인민군에게 병력과 군수품을 제공했다. 루트 건설은 1959년 7월 북베트남이 라오스를 침공한 이래 시작되었다.
미국은 당시 북베트남의 대통령이었던 호찌민의 이름을 따서 루트의 이름을 지었다. 이 도로의 기원은 제1차 인도차이나 전쟁 당시 "호찌민 항로"라고 불리는 베트남 해상 물류선이 있었던 데서 유래한 것으로 추정된다. 1960년 직후 프랑스 통신사가 베트남 남북도로가 개통되었음을 알릴 때 이 도로를 'Piste de Hồ Chí Minh' (호치민 도로)라고 불렀다. 이 도로는 대부분 라오스에 있었으며, 베트남군은 이 도로를 베트남 중부에 있는 산맥의 이름을 따서 안남산맥 전략보급로(베트남어: Đường Trường Sơn)라고 불렀다. 베트남군은 이 도로를 서안남(라오스)와 동안남(베트남)으로 구별하기까지 했다. 미국 국가안보국의 공식 전쟁사 기록에 따르면, 호찌민 루트는 "20세기의 군사 공학이 이룩한 위대한 성과 중 하나"였다. 호찌민 루트는 베트남 남부에서 싸우는 병력에게 효율적으로 보급을 제공할 수 있었고, 비길 데 없는 군사적 업적이 동반되어 역사상 가장 격렬한 단 하나의 공중차단 전역이 있었던 곳이다.

## 기원
호찌민 루트가 된 도로들은 수세기 동안 무역을 가능하게 하는 원시적인 오솔길로서 존재해 왔다. 루트가 굽이굽이 지나가는 지역은 동남아시아에서 가장 이동하기 힘든 지역 중 하나였다. 해발 500m에서 2400m의 험준한 산들사이로 드문드문 사람이 사는 지역인데다가, 임관층의 정글과 빽빽하게 우거진 열대우림이 있는 곳이었다. 제1차 인도차이나 전쟁 이전 이 도로들은 "동향", "남향", "서향", "북향"으로 알려졌다. 제1차 인도차이나 전쟁 당시 베트민은 오솔길과 도로를 넓혀 남북 통신과 병참을 유지했는데, 이 도로들을 "범서부 보급로" 그리고 "범인도차이나 연결망"으로 불렀다.

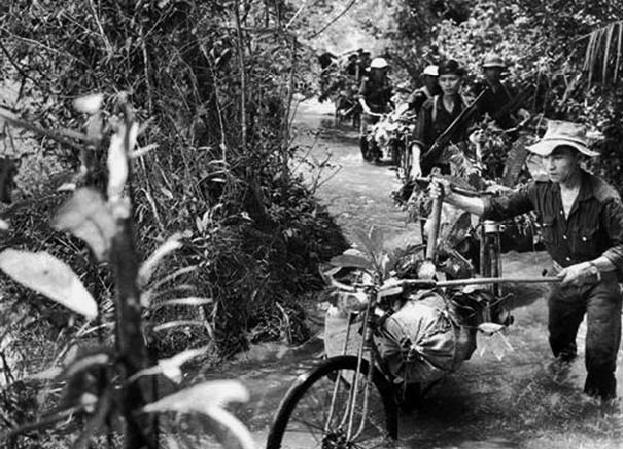
호찌민 루트 초기에는 자전거들을 이용해 북베트남에서 남베트남으로 무기와 장비를 수송했다.

1958년 5월 베트남 인민군과 파테트 라오는 라오스 9번 도로에 위치한 수송 허브인 세폰을 포위했다. 5월의 라오스 선거에서 우익 정부가 라오스의 권력을 잡음으로서, 라오스는 미국의 군사 및 경제 지원에 더욱 의존하게 되었고 북베트남에 적대적인 태도를 취하게 되었다.
1959년 7월 28일, 파테트라오와 함께 북베트남은 라오스를 침공했고, 북베트남-라오스 국경 지대에서 왕립 라오스군과 전투를 벌였다. 1959년 9월 하노이 정부는 라오스 북동부의 국경지대와 가까운 후아판주 나까이에 본부를 둔 제559수송단을 편성했다. 보 밤 중령이 부대를 지휘했고, 이 부대는 남베트남 정부에 대한 베트콩 반란군을 수송하기 위한 교통 체계를 개선하고 유지하기 위해 설립되었다. 초기에 북베트남은 남북 베트남을 분리한 베트남 군사분계선 (DMZ) 바로 아래에 침투하는 데 주력했다. 제559수송단은 안남산맥 서쪽 지역으로 통신선을 "플립"했다.
1959년에 제559수송단은 70연대와 71연대 등 2개 연대에만 6,000명의 병력이 있었으며, 이 병력에는 보안 역할의 전투 부대나 북베트남과 라오스 민간 노동자는 포함되지 않았다. 분쟁 초기에는 오로지 인력의 침투를 위해 호찌민 루트가 사용되었다. 이 시기에 북베트남은 바다를 통해 더 효율적으로 남쪽의 동맹 세력을 지원할 수 있었다. 1959년 북베트남은 침투를 수행하기 위해 20척의 철제 선박을 보유한 제759수송단을 설립했다.
베트남 연안에서 마켓 타임 작전이라 알려진 미국 해군의 봉쇄 노력이 시작된 후, 호찌민 루트는 2가지 업무를 수행해야 했다. 북쪽에서 보내진 물자는 국경 지역의 은닉처에 저장되었고, 곧 이 은닉처들은 "기지 지역"(BA)으로 이름이 바뀌었고, 이 지역은 이후 휴식을 취하려는 베트콩과 베트남 인민군 부대의 은신처, 그리고 남베트남 지역에서 작전을 수행한 뒤의 재보급 기지가 되었다.

### 주요 기지
라오스의 돌출부에는 5개의 큰 기지들이 있었다. BA 604는 전쟁 기간 동안 주요 물류 중심지였다. 그곳에서 더 남쪽의 남베트남 군관구 I과 기지 지역으로 병력과 보급품을 조정하고 분배했다.
- BA 611은 BA 604에서 BA 609로의 수송을 용이하게 했다. 보급 수송차가 양방향으로 이동했다. BA607에 연료와 탄약을 공급하고 남베트남의 아샤우 계곡에도 보급했다.
- BA 612는 남베트남 중부 고지에서 B-3 전선을 지원하기 위해 사용되었다.[8]
- BA 614는 라오스 사바나켓과 남베트남 캄득을 이어주는 기지로, 주로 남베트남 군관구 2와 B-3 전선으로 인력과 물자를 이동시키는 데 사용되었다.[8]
- BA 609는 장마철에 물자를 수송할 수 있게 한 훌륭한 도로망 때문에 중요했다.[8]

## 같이 보기
- 호찌민 고속도로